# Pour l'amour d'une femme
Pour les articles homonymes, voir When a Man Loves a Woman.
Pour l'amour d'une femme (When a Man Loves a Woman) est un film américain dramatique de Luis Mandoki sorti le 2 novembre 1994.

## Synopsis
Alice et Michael forment le couple parfait et semblent avoir toutes les chances de leur côté jusqu'au jour où Alice sombre dans l'alcoolisme. Celle-ci devant se faire désintoxiquer, son mari reste à ses côtés sans pouvoir échapper à une rupture inévitable.

## Fiche Technique
- Titre : Pour l'amour d'une femme
- Titre original : When a Man Loves a Woman
- Réalisation : Luis Mandoki
- Scénario : Al Franken, Ronald Bass
- Production : Jon Avnet, Tad Devlin, Salli Newman, Ronald Bass, Al Franken
- Société de production : Touchstone Pictures
- Musique : Zbigniew Preisner
- Photographie : Lajos Koltai
- Pays d'origine : États-Unis
- Format : Couleurs - 1,85:1 - Dolby - 35 mm
- Genre : Drame
- Durée : 125 minutes
- Dates de sortie : 2 novembre 1994 en France

## Distribution
- Andy Garcia (VF : Bernard Gabay) : Michael Green
- Meg Ryan (VF : Martine Irzenski) : Alice Green
- Ellen Burstyn : Emily
- Tina Majorino : Jess Green
- Mae Whitman : Casey Green
- Lauren Tom : Amy
- Eugene Roche : Walter
- Gail Strickland : Pam
- Philip Seymour Hoffman : Gary
- Latanya Richardson : Docteur Gina Mendez
- Susanna Thompson : Janet
- James Jude Courtney (VF : François Siener) : Earl
- William Frankfather
- Richard Bradford
- Steven Brill
- Ronald Bass

## Autour du film
- Des extraits du films peuvent être entendus dans la chanson Understanding du groupe Evanescence.
- Pour sa performance dans le film, Meg Ryan a été nommée au Screen Actors Guild Award pour la meilleure actrice dans un premier rôle.